# 古川絵里奈
古川 絵里奈（ふるかわ えりな、2月24日 - ）は、日本の女性声優。東京都出身。身長158cm。
以前は同人舎プロダクションに所属していた。

## 出演作品

### テレビアニメ
- 陰からマモル!（雲隠ホタル）
- トビスアスとライオンのアフリカ大冒険!（カナリア）
- WHITE ALBUM（桜団3）
- 魔法少女隊アルス（見習い魔女）
- モノクローム・ファクター（ジュリエット役）
- RAY THE ANIMATION（ブルーソックス）

### ゲーム
- イナズマイレブン（如月まこ）

### 吹き替え
- 愛してると云って（ビンチェ）
- ジェリコ 閉ざされた街（スカイラー）
- スパングリッシュ 太陽の国から来たママのこと（グェン）
- ダウン・イン・ザ・バレー（シェリー）
- トワイライトゾーン
- レベレーション（リビー/オリビア・ボートリー）
- ロード・オブ・ドッグ・タウン（ブランカ）

### CD
- ミリオン・ラブ（愛里、椿、山芽、ホタルが歌う、陰からマモル! エンディングテーマ「rainy beat」収録）